# Euxestonotus astraea
Euxestonotus astraea är en stekelart som beskrevs av Peter Neerup Buhl 1998. Euxestonotus astraea ingår i släktet Euxestonotus och familjen gallmyggesteklar. Inga underarter finns listade i Catalogue of Life.